# Dick Boogaard
Dick Marinus Boogaard (1941) is een Nederlands politicus van het CDA.
Vanaf 1972 had hij diverse bestuurlijke functies en in juli 1981 werd hij de burgemeester van de Utrechtse gemeente Wilnis. In 1988 werd hij daarnaast ook nog waarnemend burgemeester van Mijdrecht. Op 1 januari 1989 ontstond de nieuwe gemeente De Ronde Venen uit de fusie van de gemeenten Mijdrecht, Vinkeveen en Waverveen en Wilnis waarvan Boogaard de burgemeester werd. In juni 2002 ging hij vervroegd met pensioen maar daarmee kwam zijn burgemeesterscarrière nog niet ten einde want in augustus 2003 volgde zijn benoeming tot waarnemend burgemeester van de gemeente Nieuwkoop. Op 1 januari 2007 fuseerde deze gemeente met de gemeenten Ter Aar en Liemeer en gingen verder als de gemeente Nieuwkoop. In december van dat jaar werd Boogaard opgevolgd door Frans Buijserd.